# Juegos funerarios
Juegos funerarios es una novela histórica de Mary Renault, publicada en 1981. Narra la muerte de Alejandro Magno y lo que sucede después, la desintegración gradual de su imperio. Esta novela es la tercera y última entrega de la trilogía que Renault escribió sobre Alejandro, constituida también por Fuego del paraíso y El muchacho persa.